# نواه جي. ويليس
نواه جي. ويليس (بالإنجليزية: Noah G. Willis)‏ هو شخصية أعمال وسياسي أمريكي، ولد في 6 يناير 1940، وتوفي في 13 فبراير 2015. انتخب عضو مجلس نواب ألاباما.